# Miconge
Miconge (również pod nazwą Miconje, rzadziej Mikonge lub Mikonje) – gmina i miasto w Angoli, w prowincji Kabinda i dystrykcie Belize. W 2014 r. gminę zamieszkiwało 5104 osób, głównie ze społeczności Basundi z plemienia Kongo. W gminie Miconge znajduje się wysokogórski, zalesiony rejon Alto Sunde (również pod nazwą Alto-Sundi), część górskiego lasu deszczowego Mayombe.